# (8047) Akikinoshita
(8047) Akikinoshita (1995 BT3) – planetoida z pasa głównego asteroid okrążająca Słońce w ciągu 3 lat i 235 dni w średniej odległości 2,37 au. Została odkryta 31 stycznia 1995 roku.